# Ключ 49
Ключ 49 (трад. и упр. 己, 已, 巳) — ключ Канси со значением «сам»; один из 34-х, состоящих из трёх штрихов.
В словаре Канси всего 20 символов (из 49 030), которые можно найти c этим радикалом.

## История
Изначально словарь состоял из 540 идеограмм, но впоследствии был отредактирован и уменьшен (путем исправления ошибок и упразднения ненужных ключей) до классического ныне существующего списка в 214 иероглифических ключа, среди которых идеограмма 己 в переводе с кит. — «сам» отображала различные варианты предметов и вещей, например, змею или нить. Это редко употребляемый иероглиф, который в современном виде используется в значениях так или иначе имеющих отношение к самому себе.

### Древние изображения
Древние изображения современного варианта иероглифического ключа помогают понять изначальное значение, задуманное предками.

Вид в Цзягувэнь
Вид в Цзиньвэнь
Вид в Цзяньду
Вид в большой печати Чжуаньшу
Вид в малой печати Чжуаньшу

## Значение
Данный ключ имеет несколько вариантов написания, а также отличающихся значениями

### Иероглиф 己
(пиньинь: jǐ, джуинь:ㄐㄧˇ)
1. Сам, себя, самолично.
2. Управлять, приводить в порядок, устраивать, налаживать.
3. Название Небесного ствола (кит. трад. 天干, упр. tiāngān) — это шестой ствол из десяти Небесных стволов.

### Иероглиф 已
(пиньинь: уǐ, джуинь:ㄧˇ)
1. Стоп.
2. Наречие, означающее прошлое.
3. Вспомогательное слово: используются в конце, означает утверждение.

### Иероглиф 巳
(пиньинь: sì, джуинь:ㄙˋ)
1. Зародыш (в значении: начало, основа).
2. Название Земной ветви (кит. 地支, пиньинь dìzhī) — это шестая ветвь из двенадцати Земных ветвей.
3. Название времени — с 9 до 11 утра.
4. Название знака в Китайском зодиаке (кит. 生肖, пиньинь Shēngxiào) — «Змея».

## Порядок написания
Традиционно техника азиатской каллиграфии соблюдает следующие правила последовательности написания в порядке значимости:
1. Сверху вниз
2. Слева направо
3. Пишутся сначала горизонтальные, потом вертикальные и далее откидные черты
4. Если нижняя горизонтальная черта не пересекается вертикальной, то пишется в конце
5. При написании откидных черт сначала идёт откидная влево, затем откидная вправо
6. При наличии охватывающих черт сначала пишутся внешние, затем внутренняя часть иероглифа
7. Замыкающая черта охватывающих черт пишется в последнюю очередь
8. Вертикальная черта в центре пишется первой, если она не пересекается горизонтальными чертами
9. Правая точка всегда пишется последней

Ниже представлены изображения последовательности написания разных форм ключа:
| Порядок написания | Порядок написания | Порядок написания |

## Варианты написания
Варианты написания данного ключа отличаются в зависимости от региона.
| Традиционный вид Словарь Канси, Материковый Китай | Тайвань и острова | Япония |
| ------------------------------------------------- | ----------------- | ------ |
| ⼰                                                | 已                | 巳     |

## Варианты прочтения
Данный иероглифический ключ используется в письменности Китая, Тайваня, Японии, Кореи, Вьетнама и имеет разные варианты прочтения, произношения и написания, в зависимости от региона, языка и наречий:
- кит. 己, 已, 巳, пиньинь jǐ, цзи
- яп. 鹵, ro, ро
- яп. 己, onore, оноре
- яп. キ, ki, ки
- яп. つちのと, tsuchinoto, тсучиното
- яп. おのれ, onore, оноре
- кор. 몸 mom, мом?, 기 gi, гы?

## Примеры иероглифов
В данной таблице представлен примерный список иероглифов с использованием ключа.
| Доп. черт | Иероглифы      |
| --------- | -------------- |
| 0         | 己 已 巳       |
| 1         | 巴             |
| 2         | 㠯             |
| 4         | 巵             |
| 5         | 巶 㠰          |
| 6         | 巷 巸 巹 巺 巻 |
| 7         | 巼             |
| 8         | 㠱             |
| 9         | 巽 𢁉 𢁅       |
| 10        | 𢁊             |
| 12        | 𢁋             |
| 13        | 𢁍             |
| 17        | 𢁑             |

- Примечание: Ваш браузер может отображать иероглифы неправильно.